# Jernej Dirnbek - Dimek
Jernej Dirnbek - Dimek, slovenski glasbenik, * 5. september 1971, Rogatec, Slovenija.
Je pisatelj in eden od dveh ustanovnih članov slovenske rock skupine Mi2. V njej deluje še danes kot ritem kitarist, avtor besedil in pevec.

## Življenjepis
Rojen 5. septembra 1971, je Jernej Dirnbek otroška leta preživel v Rogatcu, v družinski hiši z dvema sestrama, mamo, očetom in dedkom. Tam je obiskoval osnovno šolo in nabiral izkušnje in vztrajnost v različnih športnih društvih, v glasbeno šolo pa je odhajal v nekaj kilometrov oddaljeno Rogaško Slatino. Kot darilo za dvanajsti rojstni dan si je zaželel izpis iz le-te, kar sta mu starša po daljšem prigovarjanju izpolnila, s čimer se je dokončno poslovil od klavirja in ga kmalu nadomestil s kitaro in bobni. Nekako v ta čas segajo tudi začetki prvega najstniškega benda v sestavi Tone Kregar, Robert Novak in Dimek, ki je pod imeni Kamena doba, Sing Sing in Morana trajal preko srednješolskih let, ko so ga pokopali odhodi članov na služenje vojaškega roka. V njem so med drugim igrali še Egon Herman, Boris Kidrič, Aleš Boroš – Barni, Nenad Furjan in Klemen Drovenik.
Po končani srednji tehniški šoli v Celju je odšel na služenje vojaškega roka v JLA, kasneje pa na Ekonomsko fakulteto v Ljubljani. V času študija sta s prijateljem in sosedom iz Rogatca Robertom Firerjem – Fikijem ustanovila duet Mi2 in se prebila na slovensko glasbeno sceno. Po končanem študiju je ob muziki slabih dvajset let služboval kot državni uslužbenec, se poročil in ustvaril lastno družino, leta 2017 pa se je odločil za samostojno ustvarjalno pot kot samozaposleni v kulturi – književnik, pevec in pisec glasbenih besedil. Danes s svojimi najbližjimi prebiva v Ljubljani, ob prostih vikendih pa rad obišče gorco na Kozjanskem. Pogost gost podcastov, predvsem A res, tega ne veš?

## Glasbeno ustvarjanje

### Mi2
Za začetek skupine Mi2 šteje 1. december 1995, ko sta takratna člana dueta Mi2 Jernej Dirnbek in Robert Firer – Fiki nastopila na prvem javnem nastopu v Rogaški Slatini. Februarja naslednje leto sta objavila svoj prvi single Črtica, ki takoj postane velika uspešnica, čez kakšno leto sledi še ena odmevna skladba, Teta Estera. Po Fikijevem odhodu se takratna zasedba, ki so jo sestavljali še Vojko Hlupič in Vanja Janež ter današnja člana Egon Herman in Jernej Dirnbek razide. Egon in Jernej kljub temu želita nadaljevati, izdata album Čudo Tehnike, nekako v istem času pa se skupini pridružijo Tone Kregar, Robert Novak in Igor  Peter Orač in skupaj posnamejo Album leta (2000), ki prinese vrsto uspešnic: Pojdi z menoj v toplice, Pa si šla, Oda gudeki, Ljubezen pod topoli, Najrajši sn pa s teboj pil, s katerimi bend postane stalni gost manjših in večjih koncertnih odrov.
Sledi obdobje objavljanja uspešnih albumov in skladb. V letu 2002 Mi2 izdajo Dečke s Sotle, na katerem se poleg takrat najbolj predvajane skladbe Samo tebe te imam nahajata še uspešnici Odhajaš in Ko bil sn še mali pizdun. Ves čas tudi pridno koncertirajo, letno opravijo od 40 do 50 nastopov, svoja besedila pa Jernej in Tone prvič objavita v knjižni obliki v zbirki Mi2 pišema poezije. V letu 2006 izdajo album Dobrodošli na dvor, ki prinese skladbe Sv. Margareta, Zbudi me za 1. maj, Ti nisi ta ter priredbo Indexov Sve ove godine. Predvsem po zaslugi slednje Mi2 prvič pokukajo čez mejo – kot gostje Lačnega Franza nastopijo na koncertih v Zagrebu in Beogradu, povabljeni pa so tudi na koncert v počastitev 40-letnice skupine Indexi v Sarajevu.
Iz albuma Rokenrol (2010), ki ga Mi2 izdajo ob 15 letnici svojega delovanja, največ uspeha požanjejo Štajersko nebo, Čakal sn te ko kreten ter Sladka kot med. V istem letu pri Založbi Litera objavijo njihovo Biografijo in Pesmarico. V letu 2012 izdajo koncertni album Decibeli, na katerem je zapis njihovih koncertov iz Cvetličarne, Studia 14 Radia Slovenija in akustičnega nastopa v oddaji Izštekani. Z izdajo dočakajo svoj prvi in to kar trojni vinil, ki ga objavijo pod okriljem založbe ZKP RTV Slovenija.
Oktobra 2014 izide njihov sedmi studijski album Čista jeba. Naslovni komad postane velika uspešnica, plošča pa kljub izidu proti koncu leta najbolje prodajani album leta 2014 v Sloveniji in je kmalu ovenčana kot »zlata plošča«. Za album in skladbo Čista jeba Mi2 prejmejo nagradi cehovskega združenja Zlata piščal za najboljši album in single leta 2014. Marca 2015 premierno predstavijo dokumentarni film o skupini z naslovom »Kdo = Mi2«, režiserja Rudija Urana, s katerim pričnejo obeleževati 20. obletnico skupine Mi2. Vrhunec praznovanja je veliki koncert ob 20. obletnici v razprodani Hali Tivoli v Ljubljani, kjer Mi2 nastopijo pred več kot 7.000 obiskovalci.
V letu 2017 se skupini pridruži klaviaturist Davor Klarič. Mi2 skupaj z njim zakoličijo programa v akustični in električni verziji, s katerima izmenjaje nastopajo tako po večjih festivalskih, kot po intimnejših dvoranskih koncertnih prizoriščih. V istem letu v svojem svetišču na Belem pri Šmarju posnamejo prvi dve skladbi prihajajočega novega studijskega albuma, Lanski sneg in Proklete vijolice, ustvarjanje in snemanje novih komadov pa z mnogimi vmesnimi prekinitvami traja vse do spomladi leta 2021, ko njihov osmi studijski album Črno na belem končno ugleda luč sveta.
Avtorstvo skladb pri Mi2
- Črtica, soavtor besedila
- Teta Estera, avtor besedila in glasbe
- Ramonika rap, avtor besedila in glasbe
- Pojdi z menoj v toplice, avtor besedila
- Pa si šla, soavtor besedila, avtor glasbe
- Fajt, avtor besedila
- Oda gudeki, soavtor besedila
- Samo tebe te imam, avtor besedila in soavtor glasbe
- Robinhud Polda, avtor besedila
- Vsega je kriva harmonika, avtor besedila
- Topli jug, avtor besedila in soavtor glasbe
- Zdravica (Jebi ga bluz), avtor besedila in glasbe
- Zbudi me za 1. maj, avtor besedila, soavtor glasbe
- Tarzan, soavtor besedila
- O grlo, avtor besedila
- Večer pred Rudekovo gorco, avtor besedila in glasbe
- Moja mila, avtor besedila
- Čakal sn te ko kreten, avtor besedila
- Lovec na jelene, avtor besedila, soavtor glasbe
- Sladka kot med, soavtor besedila, avtor glasbe
- Še en dan, avtor besedila
- Čista jeba, avtor besedila
- SMS, avtor besedila
- Beli grad, avtor besedila, soavtor glasbe
- Visoka pesem, avtor besedila
- Midva, avtor besedila
- Proklete vijolice, avtor besedila
- Le zaspi, avtor besedila in glasbe
- Čavun, avtor besedila

### Dimek in Davor Klarić: O vinu in ljubezni
O vinu in ljubezni je avtorski projekt Jerneja Dirnbeka - Dimeka in Davorja Klarića s katerim sta ob matični zasedbi stopila na samostojno glasbeno (stran)pot. Glavni razlog zanj je bil obširen Dirnbekov glasbeni opus, ki se je nabral skozi leta glasbenega ustvarjanja, pri čemer pa določene pesmi zaradi svoje narave (dolžine, žanra, oblike) niso našle mesta v standardnem koncertnem repertoarju skupine Mi2. Tudi sicer je Jernej nagnjen k pisanju daljših, bolj pripovednih kantavtorskih besedil, v dvojcu pa je končno našel primerni izraz za njihovo izvajanje. Od začetka sodelovanja v letu 2018 Dimek in Davor s svojim humorističnim glasbenim kabaretom nastopata širom Slovenije, večidel na manjših, intimnejših prizoriščih, kjer pridejo do izraza besedila pesmi, pa tudi humorne napovedi med njimi. V pripravi je tudi prvi studijski album.
Avtorstvo skladb pri duetu Dimek in Davor Klarić:
- Jadralska, avtor besedila
- Zimska idila, avtor besedila
- Malo pivo, avtor besedila in glasbe
- Obletnica, avtor besedila in glasbe
- Saj si moja, avtor besedila in glasbe
- Pod odrom, avtor besedila
- Mati, snaha, hči, avtor besedila in glasbe
- Med sodi rojen, avtor besedila in glasbe
- Bluz, avtor besedila in glasbe

### Ustvarjanje za druge izvajalce
Jernej Dirnbek je nekaj besedil napisal tudi z druge izvajalce. Bolj opazna med njimi so:
| Skladba                | Izvajalec          | Avtorstvo                |
| ---------------------- | ------------------ | ------------------------ |
| Šijak                  | Posodi mi jurja    | avtor besedila           |
| Pesem iz temnega gozda | Peter Dirnbek      | avtor besedila in glasbe |
| Mojster Feliks         | Srečko Zorko       | avtor besedila in glasbe |
| Resničnostni šou       | Aleš Hadalin       | avtor besedila in glasbe |
| Vrhovi                 | Neisha             | avtor besedila           |
| Bežim                  | Neisha             | avtor besedila           |
| Neko drugo tisočletje  | Neisha             | avtor besedila           |
| Poročna                | Neisha in Kranjci  | avtor besedila           |
| Naš župan              | Poskočni muzikanti | avtor besedila in glasbe |
| Večno zaljubljeni      | San di Ego         | avtor besedila           |
| Balkanska raja         | Balkan Boys        | avtor besedila           |

### Ostalo glasbeno ustvarjanje
Jernej Dirnbek je v preteklosti dosti ustvarjal tudi za televizijo in gledališče. V prvi vrsti velja omeniti oddajo As ti tud not padu, kjer je skoraj ves čas trajanja oddaje pisal besedila glasbenih točk, od legendarne Skodelice kave, Ode čistilkam, Zaradi ene črne Nine (Pušlar), do narodobuditeljske Slovenije ne dam nikoli. Priredbe besedil skladb je pisal tudi za oddajo Hri-bar, za nekonvencionalno državno proslavo ob dnevu državnosti leta 2010, in za nekaj gledaliških predstav kot npr. Do nazga, Fotr, Slovenska muska od A do Ž. Njegovo je tudi besedilo naslovne pesmi animirane satirične serije Jebovlje: Še en dan, kakor tudi uradna himna Salona Traminec.
V letu 2010 je napisal besedilo za gledališko glasbeno komedijo Mi2, Robinzon in Petek, v kateri je zaigral skupaj z Igorjem Oračem.

## Literarno ustvarjanje
Svoja besedila je Jernej Dirnbek v knjižni obliki prvič izdal skupaj s kolegom Tonetom Kregarjem iz skupine Mi2. Leta 2002 je pri založbi Filter izšla njuna pesniška zbirka Mi2 pišema poezije (Bori jih pa riše), ki je dobila svoje nadaljevanje kot Mi2 pesmarica, izdana 2009 pri založbi Litera. Obe zbirki predstavljata izbor besedil pesmi skupine Mi2, objavljene na do tedaj izdanih albumih. Besedila obeh je z zanimivimi ilustracijami ovekovečil Bori Zupančič.

### Pevci pozabljenih pesmi (2016/Miš)
Prvi Dirnbekov roman Pevci pozabljenih pesmi je zabavna romantično-kritična pripoved o skupini prebivalcev manjše slovenske občine, ki se začnejo povsem spontano družiti ob prepevanju pesmi iz svoje mladosti. Potisnjeni v lokalno okolje seveda ne moreju ubežati vplivom le-tega, pa najsi gre pri tem za odločitve občinskih veljakov, težnje lokalnih podjetnikov ali odnose med prebivalci, ki vedo o vsakem prav vse. V besedilu se avtor poigrava z nerodnostjo in dialogi svojih likov, ki pogosto skozi skupinsko dinamiko namesto k želenemu skupnemu cilju vodijo k prav absurdnim zaključkom. Roman pa je tudi kritika konzervativne lokalne oblasti, ki nasprotuje vsakršnim spremembam, da bi ohranila svoj vpliv, pa naj stane kar hoče.

### Pripovedke o vinu in ljubezni (2018/Miš)
Pripovedke o vinu in ljubezni (in o tem, kar pač sodi zraven) so prva Dirnbekova samostojna pesniška zbirka. V njej so zbrana njegova najbolj značilna besedila, v katerih se večinoma srečujeta dve tematiki – vino in ljubezen – neredko pa sta v pesmih prisotni kar obe. Zbirka obsega 32 besedil, napisanih v različnih časovnih obdobjih in za različne glasbene izvajalce. Pesmi je z ilustracijami dopolnil Jure Engelsberger.

### Tramp (2021/Litera)
Svoj značilni ustvarjalni slog, poznan po besedilih, polnih humorja in družbene kritike, je Dirnbek najizraziteje prelil v svoj drugi roman z naslovom Tramp. Glavna (anti) junaka sredi Ljubljane za vajo pred zaresnim kriminalnim podvigom ugrabita brezdomca. Odpeljeta ga v najeto lovsko kočo, kjer dogajanje pod vplivom polnih sodov, osamljene sosede in neumnosti ugrabiteljev ubere nepričakovano pot. Brezdomcu udobje celice in gostoljubje ugrabiteljev vse bolj ustreza in komedija zmešnjav z elementi kriminalke se nadaljuje v stilu glasbenih parodij skupine Mi2. Vendar pa Tramp ni zgolj komedija. V njem gre v dobršnem delu tudi za premislek o socialnem protestu, ki nam ponudi pomembna sporočila, segajoča krepko onkraj lahkotne zgodbe, ki ji z napetosjo sledimo.